# Raeren
Raeren è un comune di lingua tedesca del Belgio situato nella Regione Vallonia, confinante con la Germania, nella Liegi.
Fa parte dei comuni dei Cantoni dell'Est, riannessi al Belgio dopo il Trattato di Versailles. Precedentemente, il comune fece parte della Germania dal 1814 al 1919. 

## Geografia
Il comune è composto dalle località appartenenti al pre-esistente comune di Raeren che sono Alt-Raeren, Neudorf e Petergensfeld, l'ex-comune di Hauset, Eynatten e la parte belga della località di Lichtenbusch con il villaggio di Berlotte. A 18 km di distanza si trova l'area della vecchia stazione di Lammersdorf che fa sempre parte del comune di Raeren al quale è congiunta da una stretta striscia corrispondente alla linea della Vennbahn.
Fa parte de comune anche una parte dell'altopiano Hautes Fagnes con il villaggio di Fringshaus. Sul territorio comunale si trova la sorgente del fiume Inde.

## Storia

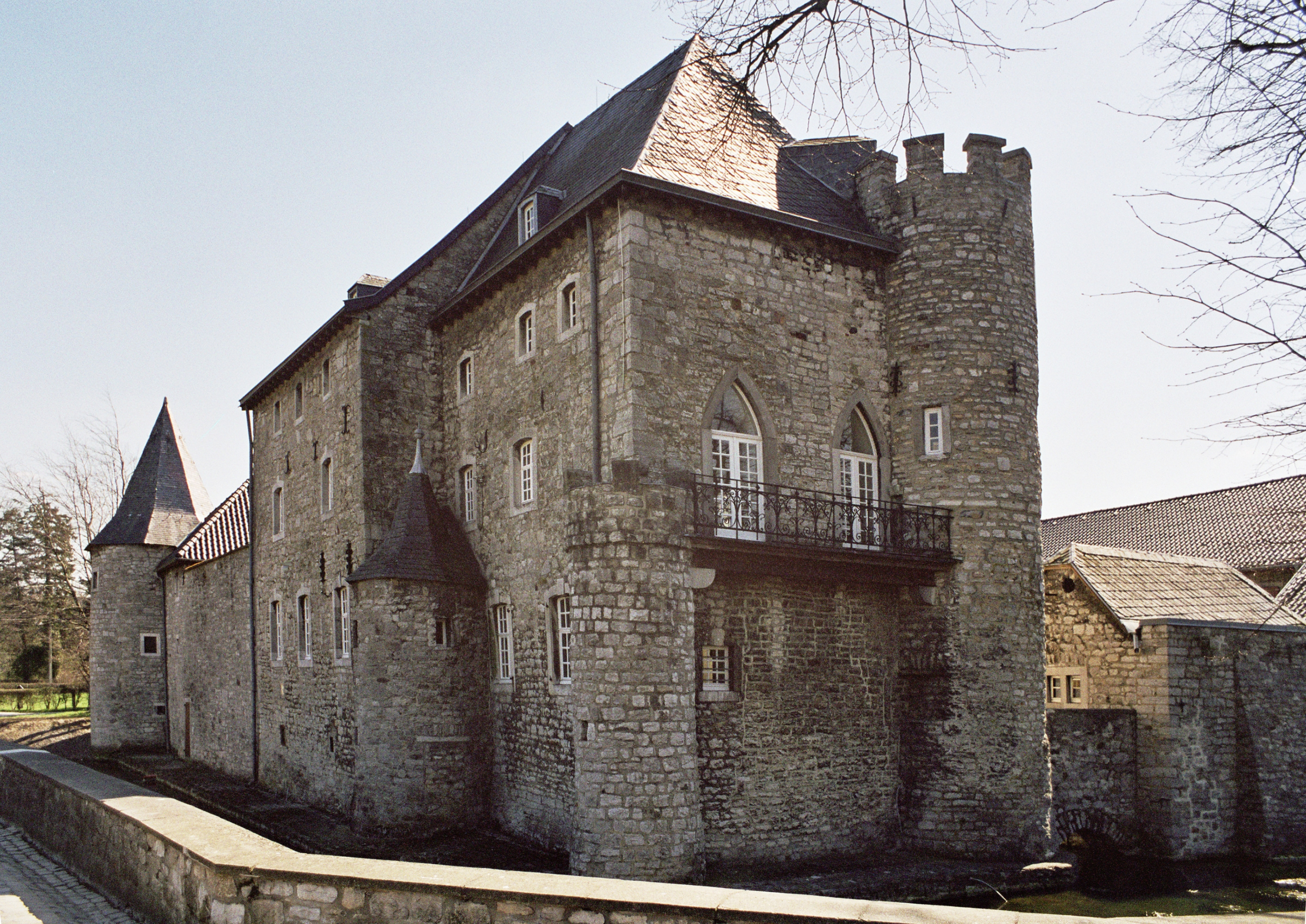
Il castello di Raeren

Il nome della cittadina deriva dal termine tedesco "roden" (dissodare, disboscare) e fa riferimento ad un insediamento posto nel mezzo della foresta imperiale di Aquisgrana. L'origine dell'insediamento si fa risalire ad un periodo tra l'800 e il 1200. Sorsero i centri di Raeren e Neudorf, quest'ultimo viene citato per la prima volta in un documento della collegiata di Maria di Aquisgrana del 1241. La prima citazione ufficiale del nome Raeren è dell'anno 1400.
Raeren divenne nota per la produzione di gres, un tipo di ceramica particolarmente robusto, chiamato gres di Raeren che ebbe il suo periodo di massima diffusione nel XVI e XVII secolo. Gli esemplari più pregevoli si trovano in diversi musei internazionali, il principale ceramista fu Jan Emens Mennicken. All'interno del castello di Raeren si trova il Musée de la Poterie che custodisce una collezione di ceramiche.

## Monumenti e luoghi d'interesse

### Architetture religiose
- Chiesa di San Rocco, nella frazione di Hauset